# Fujimori Seikichi
Fujimori Seikichi (jap. 藤森 成吉; * 28. August 1892, Kamisuwa (heute: Suwa), Präfektur Nagano; † 26. Mai 1977) war ein japanischer Schriftsteller und Dramaturg.

## Leben
Fujimori wird 1892 als ältester Sohn eines Naturheilmittelhändlers in Kakuma geboren. Er absolvierte die Mittelschule in Suwa (heute: Seiryō-Oberschule Suwa) und die philosophische Fakultät der Universität Tokyo. Noch während des Studiums an der Universität Tokyo veröffentlichte er 1914 auf Anregung Kubota Utsubos und auf eigene Kosten sein Erstlingswerk Nami. Zwei Jahre später schloss er als bester Absolvent sein Studium der Germanistik ab und heiratete Okakura Yoshizaburōs Tochter Nobuko.
Im Mai 1926 entstand das Drama Haritsuke Mozaemon (磔茂左衛門, dt. „Der gekreuzigte Mozaemon“, vgl. Sugiki Mozaemon), das zwei Jahre später mit einem Aufführungsverbot belegt wurde. Es folgten die Dramen Gisei (犠牲, dt. „Opfer“) im Juni und Nani ga Kanojo o sō saseta ka Anfang 1927.
Durch Nami (波, dt. „Welle“), das er während seiner Zeit an der Universität Tokyo geschrieben hatte, wurde er weithin als Schriftsteller bekannt. Ab 1926 ging er dazu über, Dramen zu schreiben, und Nani ga Kanojo o sō saseta ka (何が彼女をそうさせたか, dt. „Das Mädchen Sumiko – Warum hat sie das getan?“ vgl. Verfilmung) sorgte für Gesprächsstoff. Sein Interesse für den Sozialismus wuchs, und er war erster Vorsitzender des Komitees der NAPF. Zu dieser Zeit setzte er sich auch ein für die Veröffentlichung von Hosoi Wakizōs Jokō Aishi (女工哀史, dt. „Das traurige Leben der Fabrikarbeiterinnen“). Außerdem trat er bei den 16. Unterhauswahlen 1928 als Kandidat aus Nagano an.
1930 bereiste Fujimori gemeinsam mit seiner Frau nach Europa und blieb bis 1932 in Deutschland. Kaum war er nach Japan zurückgekehrt, wurde er 1933 wegen Verstoßes gegen das Gesetz zur Aufrechterhaltung der öffentlichen Sicherheit verhaftet. Er widerrief seine Ansichten (Tenkō) und wendete sich in der Folge historischen Romanen zu.
Nach Kriegsende, 1948, zog er nach Zushi in der Präfektur Kanagawa und trat der Kommunistischen Partei Japans bei. Er beteiligte sich an der Gründung der Literaturgesellschaft Neues Japan. Darüber hinaus engagierte er sich für die Bürgerrechtsbewegung Nihon Kokumin Kyūen Kai. Zwei Jahre später gab er erstmals die Zeitschrift Jinmin Bungaku (人民文学, dt. „Volksliteratur“) heraus.
1975 wurde anlässlich des 60. Jahrestages der Veröffentlichung von Nami auf Izu-Ōshima ein Gedenkstein errichtet. Zwei Jahre später wurde Fujimori während eines Spaziergangs von einem Lastwagen angefahren und starb.

## Werke (Auswahl)
- 1915 Nami (Kaizōsha)
- Junjō (純情, dt. „Unschuld“) (Shinchōsha)
- 1921 Bonnō (煩悩, dt. „Irdische Wünsche“) (Shinchōsha)
- 1928 Aikoiki (相恋記, dt. „Liebesbericht“) (Shunyōdō)
- 1935 Watanabe Kazan (渡辺崋山, Kadokawa Shoten)
  - dt. Watanabe Kazan. Übersetzt von Kônami Hirao. München, Iudicium 1995, ISBN 978-3-89129-298-3 DNB 943263948

- 1938 Edojō Akewatashi (江戸城明渡し, dt. „Die Evakuierung des Edo-Schlosses“) (Kaizōsha)
- 1939 Shiki Takuboku (若き啄木, dt. „Der junge Takuboku“) – Drama
- 1940 Ōhara Yūgaku (大原幽学) – Drama
- 1941 Rai San’yō (頼山陽) – Drama
- 1944 Okakura Tenshin oboegaki (岡倉天心覚書, dt. „Okakura Tenshin Memorandum“) – Drama
- 1944 Taiyō no Ko (太陽の子, dt. „Kind der Sonne“) (Shinchōsha)
- 1955 Kanashiki Ai (悲しき愛, dt. „Traurige Liebe“) (Kadokawa Shoten)
- 1965 Shirarezaru Kisaitensai (知られざる鬼才天才, dt. „Das verborgene Genie“) (Shunjunsha)
- 1965 Kindainihon no Senkushatachi (近代日本の先駆者たち, dt. „Die Wegbereiter des modernen Japan“) (Shinnihon Soten)

### Übersetzung
- 1933 Shaw no mita amerika to roshia (ショーの見たアメリカとロシヤ, etwa. „Amerika und Russland aus der Sicht George Bernhard Shaws“)